# Santuario de la naturaleza Aguada La Chimba
El santuario de la naturaleza Aguada La Chimba es un humedal ubicado en el borde costero norte de la ciudad de Antofagasta, en la comuna y región homónimas. Cubre un área de 2,2 hectáreas y está protegido por ley desde el 1 de abril de 2021.
El humedal se alimenta a través de 2 afloraciones de agua que aparecen en la costa. De norte a sur la primera es llamada "El Rubio" y la segunda "El Chimbanito", ambas sirven a la abundante flora del lugar y a la fauna, tanto residente como migratoria.